# Skuabucht
Die Skuabucht (chinesisch 地质学者湾 Dizhixuezhe Wan, deutsch ‚Geologenbucht‘) ist eine kleine Bucht der Drakestraße an der Westküste von King George Island, der größten der Südlichen Shetlandinseln. 
Sie liegt im Westen der Fildes-Halbinsel, unmittelbar südlich der Bothy Bay (auf der deutschen Karte von 1984 als „Seebärenbucht“ beschriftet). In die Bucht münden von Norden nach Süden Hochbach, Skuabach, Seeschwalbenbach und Möwenbach.
Im Rahmen zweier deutscher Expeditionen zur Fildes-Halbinsel in den Jahren 1981/82 und 1983/84 unter der Leitung von Dietrich Barsch (Geographisches Institut der Universität Heidelberg) und  Gerhard Stäblein (Geomorphologisches Laboratorium der Freien Universität Berlin) wurden zahlreiche bis dahin unbenannte geographische Objekte der Fildes-Halbinsel neu benannt. Die Bucht wurde nach der Raubmöwenart Antarktikskua benannt und dem Wissenschaftlichen Ausschuss für Antarktisforschung (Scientific Committee on Antarctic Research, SCAR) gemeldet.
Der Strand im Norden der Bucht (an der Landzunge, die sie von der Bothy Bay trennt und die im Sehnem Point endet) wurde auf einer chilenischen Karte von 1984 Playa Fuschloger genannt und vom britischen Antarctic Place-names Committee (APC) 2007 als Fuschloger Beach unter Vorbehalt an das SCAR gemeldet.